# Gaetano Alibrandi
Gaetano Alibrandi (14 janvier 1914 – 3 juillet 2003) de l'Église catholique romaine est un haut diplomate papal et ancien secrétaire particulier de Giovanni Battista Cardinal Montini (plus tard le pape Paul VI),

## Biographie
Né à Castiglione di Sicilia dans la province de Catane, Sicile, Alibrandi est ordonné prêtre le 1er novembre 1936 et obtient un doctorat en théologie de l'Université pontificale du Latran ainsi qu'un doctorat en droit civil et canonique. Il entre dans le Corps diplomatique du Saint-Siège en 1941, servant pendant cinq ans au Secrétairerie d'État et est ensuite membre du personnel des nonciatures apostoliques en Italie (en) et en Turquie (en) avant de venir en Irlande (en) en tant que conseiller à la nonciature apostolique pour deux ans de 1954 à 1956. Alibrandi décrit plus tard son premier poste en Irlande comme « un bain spirituel ».

## Archevêque ordonné
En 1961, il reçoit la consécration épiscopale en tant qu'archevêque titulaire de Binda (de) par le cardinal Fernando Cento lors de sa nomination en tant que nonce au Chili (en) (1961), suivie rapidement de nominations similaires au Liban (en) (1963).

## Nonce en Irlande
Il est nommé nonce apostolique en Irlande le 19 avril 1969, peu de temps après le déclenchement des Troubles.
C'est une période difficile pour l'Église en Irlande, alors dirigée par le cardinal William Conway, alors qu'elle s'adapte à la fois aux changements internes générés par le Concile Vatican II et aux changements sociaux plus larges. Alibrandi est mal préparé pour faire face à ces changements et en particulier à la violence en Irlande du Nord. Il  veille à ce que le plus nationaliste Tomás Ó Fiaich soit nommé à Armagh en 1977 après la mort du cardinal Conway. Le journaliste et auteur Ed Moloney, dans son livre sur l'IRA, affirme que la "sympathie d'Alibrandi pour l'IRA est une source constante de friction avec le gouvernement de Londres."
Alibrani joue un rôle majeur dans la décision de 1971 du Vatican d'accepter la démission de John Charles McQuaid (en) en tant qu'archevêque de Dublin (à la grande surprise de McQuaid, qui s'attend à pouvoir rester en poste pendant un certain temps après l'âge normal de la retraite de 75 ans)
Dans de nombreuses nominations épiscopales faites pendant que Alibrandi est nonce, il favorise des prêtres doctrinalement 'sains', de droite, et dans le cas de l'archidiocèse de Dublin, il choisit deux prêtres, Kevin McNamara (en) et Desmond Connell, qui sont notoirement mal adaptés. Dans un profil de l'archevêque au moment de sa retraite, T.P. O'Mahony observe dans The Tablet "bien qu'il donnait rarement des interviews, et n'intervenait jamais ouvertement dans l'élaboration des politiques ou dans les controverses publiques, il ne fait aucun doute que l'archevêque Alibrandi exerçait une influence considérable en coulisses."
Le respecté universitaire et historien de l'Église Dermot Keogh, en évaluant cette période, soutient qu'"il y a une opinion générale selon laquelle les meilleurs candidats ne sont pas nommés... que certains ne sont pas à la hauteur, que la plupart des nommés ont une attitude défensive sur les questions d'Église et d'État.".
Il a « une relation très tendue avec trois Taoisigh – Jack Lynch, Liam Cosgrave et Garret FitzGerald ». Il est rapporté en septembre 2012 lors de la seconde conférence commémorative Dr Garret FitzGerald à l'University College Cork par Seán Donlon, ancien secrétaire général du Département des Affaires étrangères, que "nous [Département des Affaires étrangères] avons constaté qu'un montant substantiel dans trois comptes bancaires à Dublin [détenus par l'archevêque] était bien au-delà de ce qui était nécessaire pour faire fonctionner le nonce." La source [de l'argent] semblait être l'Amérique du Sud." Donlon a poursuivi en disant : "En raison de leur taille, nous avons pensé qu'il était approprié de demander si les fonds appartenaient au Saint-Siège". Lorsqu'on lui a demandé une réponse, le Dr Alibrandi "a rapidement répondu 'non' et qu'ils appartenaient à 'la famille'". Lorsqu'on lui a fait remarquer que l'argent était alors soumis à la loi fiscale irlandaise DIRT, il a dit qu'il prendrait sa retraite prochainement et que les comptes seraient fermés.

## Succession apostolique
Gaetano Alibrandi a ordonné les évêques suivants :
- Évêque Francisco Javier Gillmore Stock (1962)
- Évêque José Luis Castro (es) (1963)
- Évêque José del Carmen Valle Gallardo (de) (1963)
- Évêque Eamonn Casey (en) (1969)
- Évêque Thomas Flynn (1977)
- Cardinal Tomás Ó Fiaich (1977)
- Archevêque Joseph Cassidy (1979)
- Évêque Diarmaid Ó Súilleabháin (O'Sullivan) (1985)
- Évêque Thomas Finnegan (en) (1987)
- Cardinal Desmond Connell (1988)
- Évêque John Kirby (en) (1988)